# 東京都立西高等学校
東京都立西高等学校（とうきょうとりつ にしこうとうがっこう、英: Tokyo Metropolitan Nishi High School）は、東京都杉並区宮前に所在する東京都立高等学校。
略称は都立西、西高（にしこう）。

## 概観
都立ナンバースクールの府立十中を前身とする。校則がほとんどない自由な校風である。
戦後になり現在の校名を採用するにあたり、当初「大宮前」をとる予定であったが、地域が狭すぎるので「東京の西｣と範囲を広げ｢西｣となった経緯があるといわれている。また、この由来には西へ西へというパイオニア精神、西方文化、西方浄土の西をとったという説もある。
戦前から戦後にかけて、武蔵野台地のベッドタウン化を背景に進学実績も急伸し始め、1950年代から1960年代にかけてのいわゆる都立高校全盛期には小石川、新宿、両国等をはじめ、都立伝統校の日比谷、戸山と並び、東京大学合格者数全国最上位校に名を成すようになった。その後、1967年の学校群制度導入により受験者が限られ志願者層が変化したことや、補習科の廃止など進学指導を自粛する動きもあり、進学実績は往時ほどには及ばなくなったが、都立高の中では戸山などと共に比較的緩やかな退潮にあった。
その後20世紀末まで、入試問題の難易度や授業カリキュラム諸々の構造・機能ないし制度、大学合格実績その他諸施策等も含めた広報やブランディングで都立諸高は私立諸高と比較し差別化や特色を産み出せず改革の遅れが目立つこととなるが、進学実績に限れば西高は健闘していた。
2001年に進学指導重点校に指定され、2002年から自校作成問題の導入や学区撤廃等の都立高校の諸改革を経て、2024年現在まで日比谷高や都立国立高などと共に都立高の中では東大合格者数の上位を維持している。

## 沿革
- 1937年 - 東京府立第十中學校として青山（現在の青山北町アパート跡）で開校。
- 1939年 - 新校舎完成とともに現在地に移転。
- 1946年 - 同校校舎内で開校した府立十八中（玉泉中）を統合。
- 1948年 - 学制改革により東京都立第十高等學校となる。普通科を設置。
- 1950年 - 東京都立西高等学校と改称。男女共学開始。
- 1952年 - 学区合同選抜制度導入。
- 1967年 - 学校群制度導入、旧第三学区内で富士高校と32群を組む。
- 1982年 - グループ合同選抜制度導入、31グループを組む。
- 1994年 - 単独選抜制度へ移行。
- 1996年 - 校舎を全面改築。
- 2001年 - 日比谷高校・戸山高校・八王子東高校と共に進学指導重点校に指定。
- 2002年 - 国語・数学・英語の3教科で自校作成問題を導入。
- 2003年 - 学区制廃止。旧第三学区外（特に武蔵野市・三鷹市）からの通学者が増加する。
- 2006年 - 部活動推進指定校に指定。

## 基礎データ

### 所在地
- 東京都杉並区宮前4-21-32

### アクセス

#### 鉄道
- 京王井の頭線久我山駅から徒歩10分
- JR中央線西荻窪駅から徒歩20分

#### バス
- JR中央線荻窪駅から関東バス「宮前三丁目」行き、「宮前四丁目」下車、徒歩3分
- JR中央線西荻窪駅から区内バスすぎ丸かえで路線「久我山駅」行き、「西高校西門前」下車
- JR中央線吉祥寺駅から関東バス「中野駅」行き、「宮前三丁目」下車、徒歩3分

## 入試および教育
- 一般入試は、国語・数学・英語の3教科において自校作成問題が実施されており、高度な思考力や記述力が求められる。
- 少人数授業や習熟度別授業が行われるなど日々の授業が重視されており、「授業で勝負」を合言葉にしている。土曜日や長期休業中には受験対策講座が数多く開かれるほか、通常授業では扱われない教養講座の充実が大きな特長であり、校外学習講座として博物館や史跡・名所の見学会が頻繁に実施されている。また、2年次には英語以外の外国語の履修が可能である。敷地に隣接している西高会館を放課後15時から20時まで自習室として開放しており、記念祭後の10月頃から自習室の利用者が急増する。
- 2017年現在、生徒の約6人に1人が帰国子女であるが、そうした理由もあってかハーバード大学大学院やマサチューセッツ工科大学で体験授業を実施している[2]。

### 進学実績
学校群制度施行後も、東大合格者数では戸山等と共に高位安定を保った。

## 諸活動

### 部活動
硬式テニス部、バスケ部、ハンドボール部や、西高が発祥ともいわれ関東大会常連校であるアメフト部は毎年活躍している。
- 卓球の世界選手権で12個の金メダルを獲得した荻村伊智朗は西高で卓球を始めたが、在学中は全国大会には出ていない。
- 陸上競技部では、直近のOB・OGに、サニブラウン・アブデル・ハキーム（城西高）に破られるまで100m東京高校記録（10秒39）を保持していた篠貴裕（1992年卒、のち中央大学陸上部）がいる。
- 2007年春、吹奏楽部の打楽器パートが東京都代表として全日本アンサンブルコンテストに出場し、金賞に輝いた。打楽器メンバーの大半が高校から始めた初心者であった。また2023年春、同部同パートが16年ぶりに東京都アンサンブルコンテスト（全日本アンサンブルコンテスト予選）に出場し、銅賞を受賞した。練習の様子は朝日新聞に掲載された。
- 2019年6月10日から13日にかけて、つるばみ同好会チームがTOKYO FMにて放送された『未来の鍵を握る学校 SCHOOL OF LOCK!』の「SCHOOL 4ORCE」に挑戦し、史上初のパーフェクトを達成した。
- 2023年8月、クイズ研究会が「東大王クイズ甲子園2023」に出演、決勝進出を果たし準優勝を修めた。

### 一覧

#### 運動部
- アメリカンフットボール部
- 剣道部
- ソフトテニス部
- 男子硬式テニス部
- 女子硬式テニス部
- サッカー部
- 水泳部
- 体操部
- 卓球部
- 男子バスケットボール部
- 女子バスケットボール部
- バドミントン部
- 男子バレーボール部
- 女子バレーボール部
- 男子ハンドボール部
- 女子ハンドボール部
- 硬式野球部
- 陸上競技部
- ワンダーフォーゲル部
- ダンス部

#### 文化部
- 囲碁将棋部（将棋部）
- イラスト研究部
- 宇宙研究部
- 映画研究部
- 園芸部
- 演劇部
- 化学部
- 華道部
- 管弦楽部
- 写真部
- 吹奏楽部
- 生物部
- 美術部
- 物理部
- 文芸部
- 歴史研究部
- 茶道部
- ゴスペルフリークス部（合唱部）
- かるた部
- CR東日本(鉄道研究)
- ディベート部

#### 特別部
- 新聞部
- 放送部

#### 同好会
- 軽音楽同好会
- シブ楽隊（音楽）
- つるばみ同好会（音楽）
- 数学研究同好会

#### サークル
- ESS
- 秘密結社ベトリナ
- ケルト音楽研究
- クイズ研究
- ORIGAMI
- ボカロ
- 英語ディベート
- NISHI FLYER
- SDGsの会
- ポケモン
- 西論会
- 工作
- 504
- 地球科学研究室
- 町田市民の会

#### 有志団体
- キリバス国民の会
- 浪漫倶楽部
- 我楽多
- NIN

## 学校行事
4月には新歓が数日にわたって行われる。
5月に運動会（西高校では慣例的に「体育祭」「体育大会」などではなく「運動会」の名称を用いている）、6月に夏クラスマッチ、9月に記念祭（文化祭）、3月末に春クラスマッチが行われる。

### 新歓
新入生は入学式の直後から新入生歓迎会実行委員（新歓実）の新歓を数日に渡って受けることになる。入学式の後には昇降口から始まる花道にて各部活、同好会、サークルからの熱烈な勧誘を受ける。次の登校日から2日間は学年で集まり各部活からの部活動紹介がある。MCは新歓実の委員が務め幕間も好評である。その後一ヶ月ほどの期間に渡って仮入部を行うことができる。

### 運動会
運動会では生徒は特に応援団に力を入れており、赤青黄緑の各団の希望者が昼休みや放課後、休日を使い練習している。また、競技名が独自の物になっており、いかだ流し→俺の屍を越えてゆけ、女子騎馬戦→アマゾネス、といった具合である。名物は、主に男女がペアを組んで踊る「ペアダンス」で、毎年各団の個性が出て盛り上がる。各団ごとに作り上げる巨大なマスコットも特色の一つである。

### クラスマッチ
クラスマッチは1年のうち夏と春の2回開催されるクラス対抗のスポーツ等の大会で、それぞれ2週間にわたって行われる。種目はバスケットボール、バレーボール、卓球、サッカー、ドッジボール、百人一首、大縄である。但し、種目は年によって変わることもある。最終日には学校の外周を使っての駅伝や、教師陣とのエキシビジョンマッチが行われる。

### 記念祭
記念祭は例年、クラス団体と有志団体によって出し物がされ、クラス団体では3年を除く全クラスが展示、アトラクション、映像、劇の中から一つ選んで出展する。有志団体は部活動や一年限りで結成される団体など多種多様な団体が年毎に出現する。いずれの団体もクラス団体同様前述4つの展示形態に加えて、パフォーマンスの中から一つ選んで出展する。有志団体は部活動が行うものであっても名称が異なっていたり、そもそも奇抜な名前の団体であったりと名称から団体の内容を予想することが困難な場合が多く、例として剣道部の人生劇場、浪漫倶楽部、サークル志記、つるばみ同好会などが挙げられる。また、2日間の記念祭の翌登校日には慰労祭が行われ、そこでもまた別の団体がパフォーマンスを行ったり、記念祭の来場者と生徒が最も優れた団体を投票で決める記念祭大賞の発表などが行われる。記念祭全体を引っ張る記念祭実行委員幹部は、名物の青はっぴを身に纏う。

## 高校関係者と組織

### 関連団体
- 東京都立西高等学校同窓会

## 関連作品
- 黒井千次 - 著書『春の道標』は、同校が舞台となっている[3]。
- 『スキップとローファー』 - 作中に登場する人物が通っている高校は、同校がモデルとなっている。